# Disisperada
Sa Disisperada (in gallurese: la disispirata) è un genere di canto, diffuso in Sardegna. È uno dei modelli di canto che va eseguito obbligatoriamente nelle gare musicali del cantu a chiterra.
Secondo quanto riportato dall'etnomusicologo Gavino Gabriel, questo è un tipo di canto amoroso di origine gallurese. In seguito, basandosi sul nome a cui, in Logudoro, era stato attribuito il significato di canto di disperazione, l'andamento melodico del canto fu modificato in tal senso. Sa disisperada generalmente si canta su un'intera ottava e di per sé costituisce una categoria a parte. Questa è un canto particolarmente nostalgico (ma anche tragico) che viene eseguito sempre verso la fine della gara, come per la chiusura. 
Tra i testi più eseguiti figurano la gallurese Tu di lu mari di Pietro Alluttu (1820-1888) e la logudorese O mama isconsolada di Antonio Cubeddu (Ozieri, 1863 - Roma, 1965) da una ottava improvvisata in una competizione poetica. 